# Ahmed Shobair
Ahmed Abdelaziz Shobeir (Tanta, 28 settembre 1960) è un ex calciatore egiziano, di ruolo portiere, vice-presidente del Coca-Cola.
Con la Nazionale egiziana ha partecipato ai Mondiali 1990.

## Palmarès

### Club

#### Competizioni nazionali
- Campionato egiziano: 7

Al-Ahly: 1984-1985, 1985-1986, 1986-1987, 1988-1989, 1993-1994, 1994-1995, 1995-1996
- Coppa d'Egitto: 4

Al-Ahly: 1984-1985, 1988-1989, 1992-1993, 1995-1996

#### Competizioni internazionali
- Coppa delle Coppe d'Africa: 4

Al-Ahly: 1984, 1985, 1986, 1993
- CAF Champions League: 1

Al-Ahly: 1987
- Coppa dei Campioni afro-asiatica: 1

Al-Ahly: 1988
- Coppa delle Coppe araba: 1

Al-Ahly: 1994-1995
- Champions League araba: 1

Al-Ahly: 1996

### Nazionale
- Coppa d'Africa: 1

Egitto 1986
- Coppa araba FIFA: 1

1992